# Nouvelle scène française
Genres associés
Pop française, chanson française, rock français

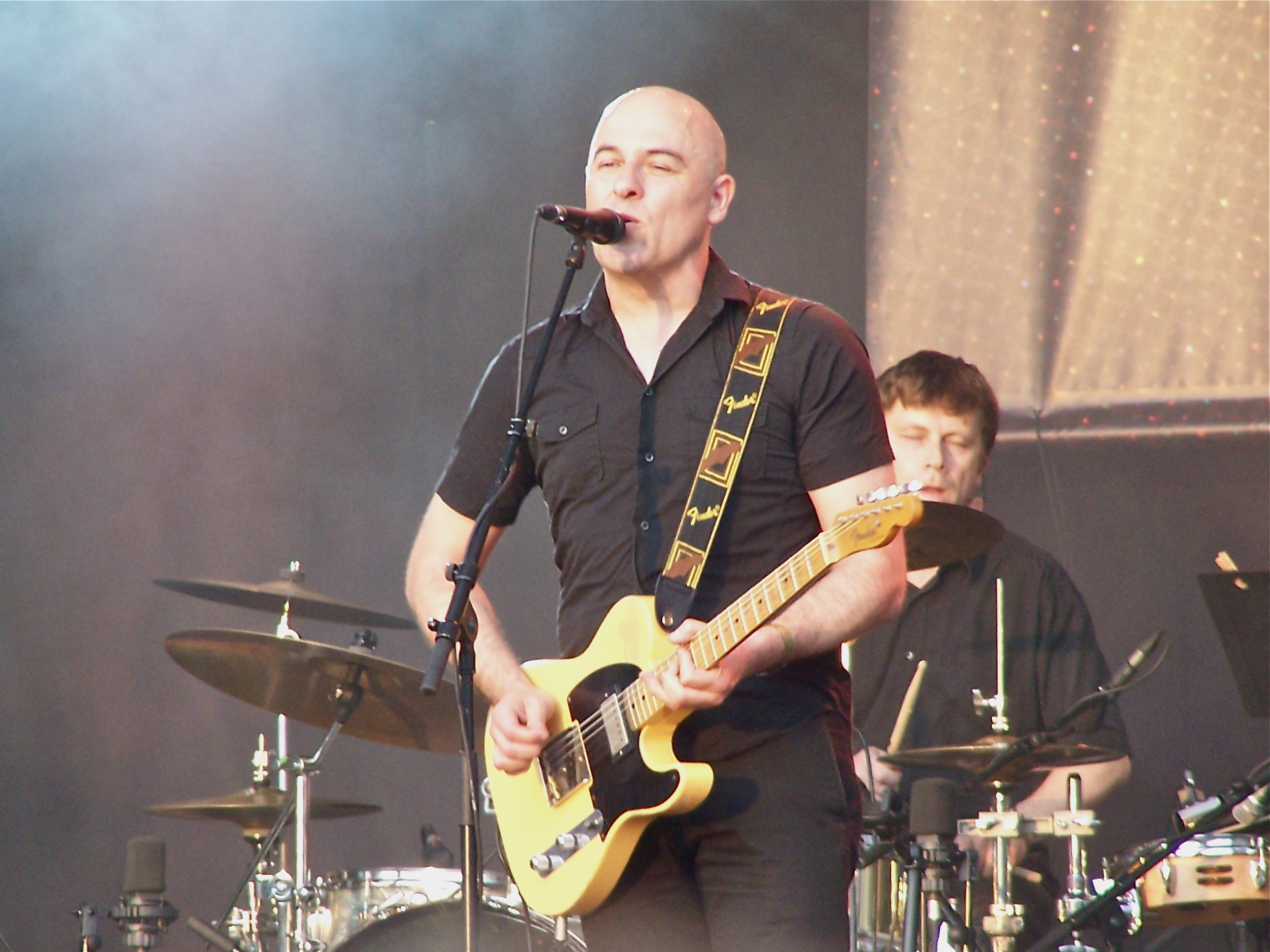
Dominique A, l'un des pionniers de la nouvelle scène française (2012, Festival Fnac Live).

La « nouvelle scène française » est un genre de chanson francophone apparu dans les années 1990, également appelé « nouvelle chanson française », dont les chanteuses et chanteurs disent souhaiter une « absence de promotion dans les médias » et  préférer s'appuyer sur le « bouche à oreille » pour assurer le succès de leurs disques et concerts.

## Histoire
De nombreux médias et critiques[Qui ?] considèrent que Dominique A (avec La Fossette en 1992 et La Mémoire neuve en 1995), Mano Solo (avec La Marmaille nue en 1993), Christophe Miossec (avec Boire en 1995) et Arthur H (avec Bachibouzouk en 1992), ou Thomas Fersen (avec Les Ronds de carotte en 1995) ont été les pionniers,,,, dans la première moitié des années 1990, de la nouvelle scène française à la suite d'Alain Bashung (dans sa deuxième partie de carrière), Hubert-Félix Thiéfaine ou Kat Onoma, qui ont ouvert la voie[Laquelle ?]. Côté femmes, ce sont Claire Diterzi, Françoiz Breut ou Natacha Tertone qui leur emboîtent le pas à partir de 1997.
Les radios[Qui ?], dont Bernard Lenoir avec l'émission C'est Lenoir sur France Inter, et les magazines culturels[Qui ?] en font la promotion et finissent par les désigner et les différencier de la variété classique[Quoi ?], en utilisant le terme « nouvelle scène française ».
Au début des années 2000, une deuxième génération d'artistes[pas clair] se font peu à peu un nom sur scène[Quoi ?], comme Bénabar, Cali, Benjamin Biolay, Vincent Delerm, Tryo, Louise Attaque ou Keren Ann. Aujourd'hui, la plupart des chanteurs francophones sont automatiquement rangés[Par qui ?] dans cette case (Renan Luce, Philippe Katerine, Raphaël, Alexis HK, Anaïs, Arman Méliès, etc.).

## Artistes de la nouvelle scène française
Voir la catégorie « Nouvelle scène française ».